# 서북교통
서북교통(西北交通)은 서울특별시의 마을버스 회사이다. 사무실은 서울특별시 구로구 신도림로 23 (신도림동)에 있다. 운행 종료 후 양천공영차고지로 회송하며, 구로09번만을 운행하고 있다. 계열사로는 같은 서울특별시 마을버스 업체인 서북운수, 고양시 마을버스 업체인 대덕운수, 백마운수가 있다.

## 연혁
- 2002년 12월 12일: 회사 설립

## 운행 노선
- ● 구로09번: 동아아파트 - 신도림역 - 신도림중학교 - 구로공구상가 - 구로역 - 구로고등학교 - 구로구청 - 구로시장 - 에이스테크노타워 - 구로디지털단지역 (구 구로마을 15-25번)

## 보유 차량
전 차량이 그린시티로 운행한다.